# Šalovec
Šalovec is een plaats in de gemeente Sveti Ivan Zelina in de Kroatische provincie Zagreb. De plaats telt 168 inwoners (2001).